# Abdera firma
Abdera firma is een keversoort uit de familie zwamspartelkevers (Melandryidae). De wetenschappelijke naam van de soort werd in 1965 gepubliceerd door Melville Harrison Hatch.